# Väinö Kuisma
Väinö Kuisma (* 7. August 1934 in Vuoksenranta, heute Osjorskoje, Wyborgski rajon; † 18. Februar 2015 in Kouvola) war ein finnischer Speerwerfer.
Bei den Europameisterschaften 1958 in Stockholm wurde er Fünfter und bei den Olympischen Spielen 1960 in Rom Vierter.
1962 wurde er bei den Europameisterschaften in Belgrad Zehnter und 1966 bei den Europameisterschaften in Budapest Sechster.
1958 und 1960 wurde er Finnischer Meister. Seine persönliche Bestleistung von 85,04 m stellte er am 3. Oktober 1965 in Turku auf.